# Elite-Biografen

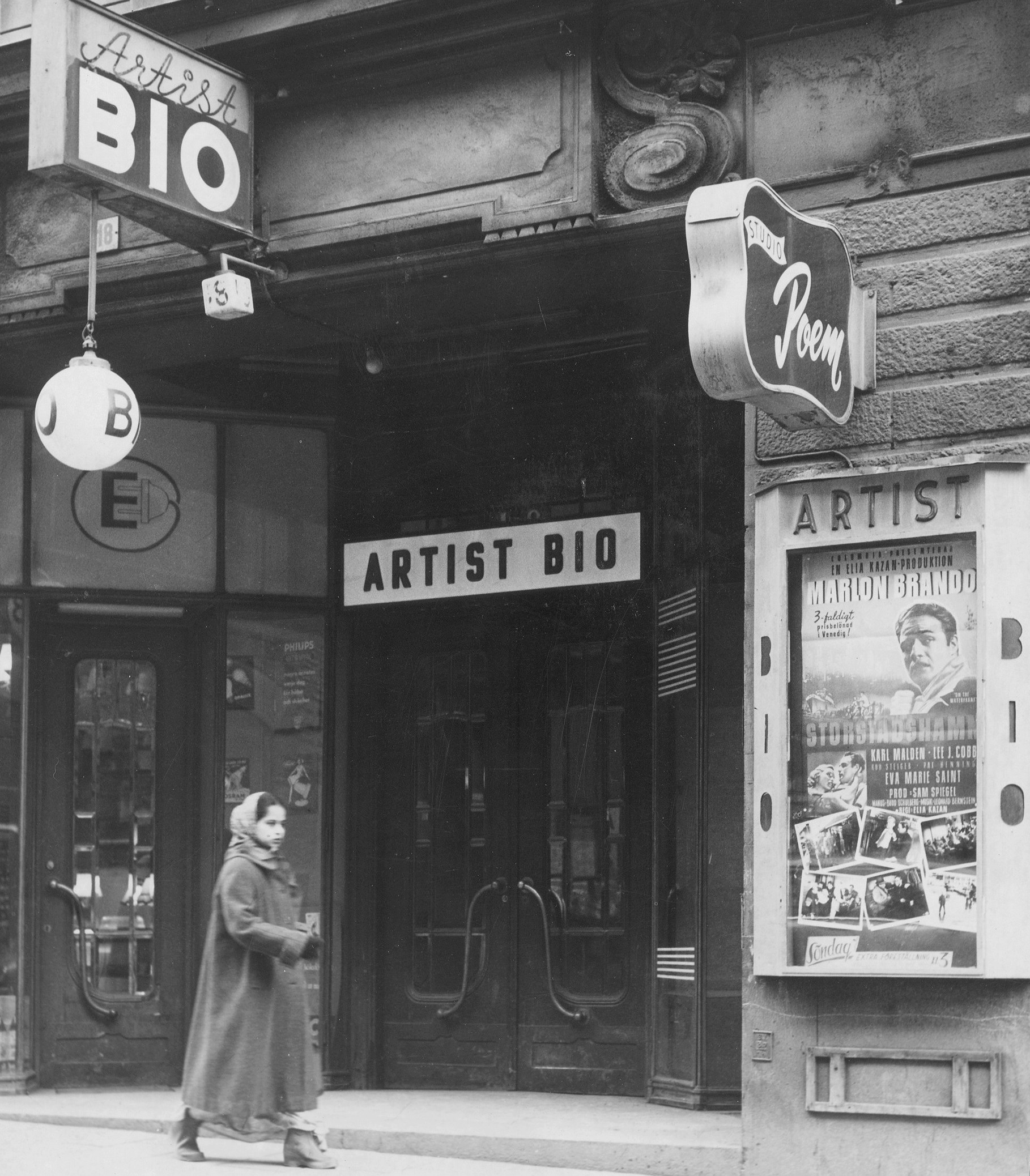
Artist Bio, 1954. Man ger Storstadshamn med Marlon Brando och Eva Marie Saint.

Elite-Biografen var en biograf vid Grev Turegatan 18 (f.d. 24B) på Östermalm i Stockholm. Biografen hette även Artist och Globe. Den första filmen visades 1908 och den sista 1958.

## Historik

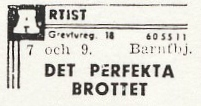
Bioannons i Expressen, 1948.

Vid invigningen den 20 oktober 1908 hade biografens salong 100 platser som utökades till 120 platser året därpå. Biografsalongen var dekorerad i jugendstil och dit nådde man via byggnadens huvudentré som även ledde till husets lägenheter. 
På Elite-Biografen visades 1910 för första gången färgfilmer i Stockholm. De var inspelade i Kinemacolor, som var världens  första fungerande system för biograffilm i färg. Till Stockholm och Elite-Biografen kom visningen genom Etablissement Viking från Linköping. Gästspelet blev kort eftersom framgången i Sverige uteblev och Etablissement Viking fick sluta med verksamheten med stora förluster som följd.
På våren 1932 ändrades biografens namn till Artist och 1958 till Globe. Kort därefter, i december 1958 visades den sista filmen. 

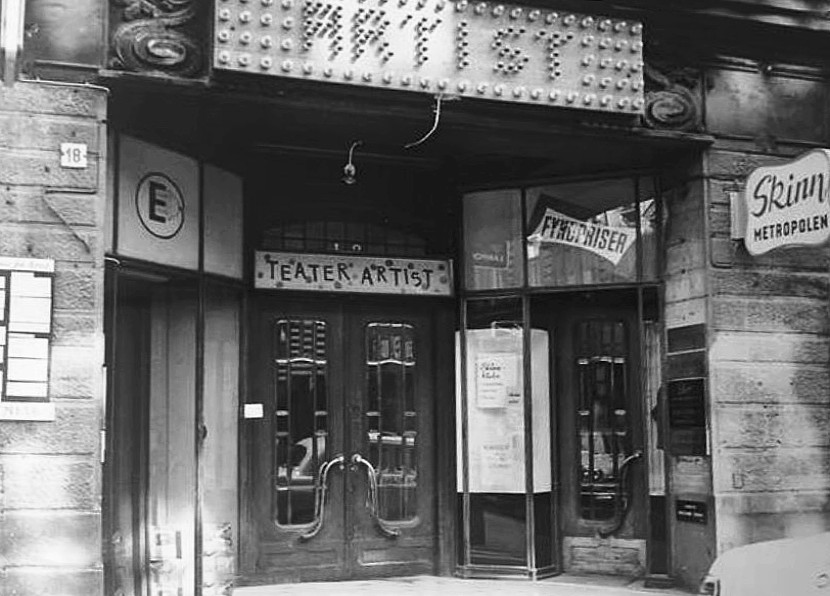
Teater Artist, 1959.

Efter en mindre ombyggnad öppnades portarna i februari 1959 igen, nu som teater under namnet Teater Artist. 
Teaterchef var Gösta Forslund. Bland de första uppsättningarna fanns ”Hjälten på den gröna ön” av John Millington Synge med Sven Wollter och Annie Jenhoff i huvudrollerna. Teatern såldes vidare år 1961 och det har därefter aldrig bedrivits någon form av kulturell verksamhet i lokalen.
Inte långt från Elite-Biografen, vid Grev Turegatan 8 (f.d. 20C), fanns ytterligare en biograf: Östermalms-Biografen (öppnade 1906 och stängde 1928).